# Japan Soccer League Cup 1977
La Japan Soccer League Cup 1977 è stata la seconda edizione del torneo calcistico organizzato dalla Japan Soccer League, massimo livello del campionato giapponese di calcio.

## Risultati

### Fase a gironi
Gli incontri della fase a girone si sono svolti tra il 16 e l'8 maggio 1977.

#### Est - Gruppo A
| Squadra           | P.ti | G | V | P | S | RF | RS | DR  |
| ----------------- | ---- | - | - | - | - | -- | -- | --- |
| Nippon Kokan      | 8    | 4 | 4 | 0 | 0 | 6  | 0  | +6  |
| Furukawa Electric | 6    | 4 | 3 | 0 | 1 | 12 | 5  | +7  |
| Hitachi           | 3    | 4 | 2 | 0 | 2 | 7  | 3  | +4  |
| Fujitsu           | 2    | 4 | 1 | 0 | 3 | 3  | 10 | -7  |
| Sumitomo Metals   | 0    | 4 | 0 | 0 | 4 | 1  | 11 | -10 |

|                   | NKK   | FUR   | HIT   | FUJ   | SUM   |
| ----------------- | ----- | ----- | ----- | ----- | ----- |
| Nippon Kokan      |       | 1 - 0 | 1 - 0 | 3 - 0 | 1 - 0 |
| Furukawa Electric | 0 - 1 |       | 2 - 1 | 6 - 2 | 4 - 1 |
| Hitachi           | 0 - 1 | 1 - 2 |       | 1 - 0 | 5 - 0 |
| Fujitsu           | 0 - 3 | 2 - 6 | 0 - 1 |       | 1 - 0 |
| Sumitomo Ind.     | 0 - 1 | 1 - 4 | 0 - 5 | 0 - 1 |       |

- Nippon Kokan e  Furukawa Electric qualificate alla fase ad eliminazione diretta.

#### Est - Gruppo B
| Squadra       | P.ti | G | V | P | S | RF | RS | DR  |
| ------------- | ---- | - | - | - | - | -- | -- | --- |
| Fujita Kogyo  | 8    | 4 | 4 | 0 | 0 | 10 | 0  | +10 |
| Mitsubishi HI | 6    | 4 | 3 | 0 | 1 | 9  | 5  | +4  |
| Kofu Club     | 3    | 4 | 1 | 1 | 2 | 2  | 4  | -2  |
| Nissan Motors | 2    | 4 | 1 | 0 | 3 | 5  | 7  | -2  |
| Yomiuri       | 1    | 4 | 0 | 1 | 3 | 4  | 14 | -10 |

|                       | FUK   | MIT   | KOF   | NIS   | YOM   |
| --------------------- | ----- | ----- | ----- | ----- | ----- |
| Fujita Kogyo          |       | 3 - 0 | 1 - 0 | 1 - 0 | 5 - 0 |
| Mitsubishi Heavy Ind. | 0 - 3 |       | 2 - 0 | 4 - 0 | 3 - 2 |
| Kofu Club             | 0 - 1 | 0 - 2 |       | 1 - 0 | 1 - 1 |
| Nissan Motors         | 0 - 1 | 0 - 4 | 0 - 1 |       | 5 - 1 |
| Yomiuri               | 0 - 5 | 2 - 3 | 1 - 1 | 1 - 5 |       |

- Fujita Kogyo e  Mitsubishi HI qualificate alla fase ad eliminazione diretta.

#### Ovest - Gruppo A
| Squadra       | P.ti | G | V | P | S | RF | RS | DR |
| ------------- | ---- | - | - | - | - | -- | -- | -- |
| Yanmar Diesel | 6    | 3 | 3 | 0 | 0 | 8  | 2  | +6 |
| Kyoto Shiko   | 3    | 3 | 1 | 1 | 1 | 4  | 6  | -2 |
| Tanabe Pharma | 2    | 3 | 0 | 2 | 1 | 3  | 4  | -1 |
| Toyota Motors | 1    | 3 | 0 | 1 | 2 | 2  | 5  | -3 |

|               | YAD   | KYO   | TAN   | TOM   |
| ------------- | ----- | ----- | ----- | ----- |
| Yanmar Diesel |       | 4 - 1 | 2 - 1 | 2 - 0 |
| Kyoto Sanga   | 1 - 4 |       | 1 - 1 | 2 - 1 |
| Tanabe Pharma | 1 - 2 | 1 - 1 |       | 1 - 1 |
| Toyota Motors | 0 - 2 | 1 - 2 | 1 - 1 |       |

- Yanmar Diesel e  Kyoto Shiko qualificate alla fase ad eliminazione diretta.

#### Ovest - Gruppo B
| Squadra          | P.ti | G | V | P | S | RF | RS | DR |
| ---------------- | ---- | - | - | - | - | -- | -- | -- |
| Nippon Steel     | 6    | 2 | 2 | 0 | 0 | 7  | 3  | +4 |
| Honda Motor      | 5    | 4 | 2 | 1 | 1 | 7  | 6  | +1 |
| Yanmar Club      | 3    | 4 | 2 | 0 | 2 | 7  | 7  | 0  |
| Toyo Kogyo       | 3    | 4 | 1 | 1 | 2 | 4  | 6  | -2 |
| Teijin Matsuyama | 2    | 4 | 1 | 0 | 3 | 5  | 8  | -3 |

|                  | NIS   | HON   | YAC   | TOK   | TEM   |
| ---------------- | ----- | ----- | ----- | ----- | ----- |
| Nippon Steel     |       | 1 - 1 | 2 - 0 | 1 - 1 | 3 - 1 |
| Honda Motor      | 1 - 1 |       | 2 - 4 | 2 - 0 | 2 - 1 |
| Yanmar Club      | 0 - 2 | 4 - 2 |       | 2 - 0 | 1 - 2 |
| Toyo Kogyo       | 1 - 1 | 0 - 2 | 1 - 2 |       | 2 - 1 |
| Teijin Matsuyama | 1 - 3 | 1 - 2 | 2 - 1 | 1 - 2 |       |

- Nippon Steel e  Honda Motor qualificate alla fase ad eliminazione diretta.

### Fase ad eliminazione diretta

#### Quarti di finale
Le gare dei quarti di finale del torneo si sono svolte il 15 maggio: delle otto squadre partecipanti, il Kyoto Shiko e l'Honda Motor militano nel secondo raggruppamento della Japan Soccer League.
| Squadra 1         | Risultato | Squadra 2     |
| ----------------- | --------- | ------------- |
| Nippon Kokan      | 0 - 2     | Honda Motor   |
| Mitsubishi HI     | 0 - 1     | Yanmar Diesel |
| Fujita Kogyo      | 4 - 0     | Kyoto Shiko   |
| Furukawa Electric | 2 - 0     | Nippon Steel  |

#### Semifinali
Le gare dei quarti di finale del torneo si sono svolte il 22 maggio.
| Squadra 1    | Risultato | Squadra 2         |
| ------------ | --------- | ----------------- |
| Honda Motor  | 2 - 3     | Yanmar Diesel     |
| Fujita Kogyo | 1 - 2     | Furukawa Electric |

### Finale
L'incontro di finale del torneo si svolse a Tokyo il 25 maggio 1977: per lo Yanmar Diesel si tratta della seconda finale disputata.
| Tokyo 25 maggio 1977, ore 19:00 UTC+9                                         | Yanmar Diesel | 0 – 4                                       | Furukawa Electric | National Stadium |
| \| \| \| \| \| \| Marcatori \| Kawamoto 10’ Kawamoto 19’ Susa 23’ Susa 57’ \| |               |                                             |                   |                  |
|                                                                               |               |                                             |                   |                  |
|                                                                               | Marcatori     | Kawamoto 10’ Kawamoto 19’ Susa 23’ Susa 57’ |                   |                  |